# Gavazzana
Gavazzana är en ort och frazione i kommunen Cassano Spinola i provinsen Alessandria i regionen Piemonte i Italien. 
Gavazzana upphörde som kommun den 1 januari 2018 och uppgick i kommunen Cassano Spinola. Den tidigare kommunen hade 173 invånare (2017).